# Michael Jüllich
Michael Jüllich (* 18. Januar 1952 in Essen) ist ein deutscher Perkussionist und Komponist.
Seine Wirkungsbereiche sind Jazz, Neue Musik, Klangkunst und Musiktherapie. Jüllich gehört mit Andrea Centazzo, Frank Perry, Pierre Favre, und Günter Sommer zu der ersten Generation von Jazz- und Improvisationsmusikern, die mit dem Schlagwerk Solo-Konzerte bestritten.

## Wirken
Nach einem erfolgreichen Studium an der Folkwang Hochschule wirkt Jüllich seit 1973 als freiberuflicher Musiker. Er kooperierte u. a. mit Rashied Ali, Jon Hiseman, Detlef Schönenberg, Andrew Cyrille, Theo Jörgensmann, Kurt Dahlke und Michael Fahres. Anfang der 70er war er Mitglied in der Jazzgruppe Contact Trio. In dieser Zeit entwickelte er für die Stadt Essen die Spiel- und Klangstraße, deren künstlerischer Leiter er einige Jahre war. 1980 setzte er dieses Konzept auch im Rahmen der Ars Electronica Linz um. Darüber hinaus gestaltete er Musikprojekte in Europa, der USA und Asien in Zusammenarbeit mit dem Goethe-Institut. 1990 entwickelte Jüllich mit Michael Fahres und Kurt Dahlke ein 16-stündiges Konzert zum Thema Sonne „Sunwheel“, das zum europäischen Rundfunkpreis Prix Italia vorgeschlagen und in Leystad sowie in der Festung Massada in Israel aufgeführt wurde. 2002 eröffnete das Trio mit einer Klang-Performance die Neue Pinakothek München. Weiterhin nahm er mit dem Dietmar Hippler Ensemble, zu dem auch Joe Sachse gehörte, das Album Zeitsprünge auf. 
Seit Mitte der 1990er Jahre ist Jüllich auch heilpädagogisch in der Musiktherapie tätig.

## Diskografie (Auswahl)
- Contact Trio  Contact (mit T. Jörgensmann, Alois Kott, Eigenverlag 1972)
- Contact Trio New Marks (mit Evert Brettschneider und Alois Kott, JAPO, 1978)
- M. Jüllich/D. Schönenberg First of April (Moers Music 1979)
- Das befreite Schlagzeug  (Solo, Moers Music 1980)
- Energy - The Four Directions  Solo (Wergo-Spectrum, Schott Verlag 1987)
- Contact 4tett Full House 2019

## Auszeichnungen
- 1976 Folkwang-Preis
- 1976 Preisträger des Gaudeamus-Wettbewerbs für Interpreten der zeitgenössischen Musik in Rotterdam
- 1976 Förderpreis des Landes Nordrhein-Westfalen für Musik
- 1979 Preis des Deutschen Musikrates (Podium junger Solisten)